# سنجاب طنابی آتش‌پا
سنجاب طنابی آتش‌پا (نام علمی: Funisciurus pyrropus) نام یک گونه از سرده سنجاب نواری آفریقایی است.